# Pałac Sapiehów w Mińsku
Pałac Sapiehów w Mińsku (Dom Piotra I) – miejska siedziba magnackiej rodziny Sapiehów w Mińsku zniszczona w czasie II wojny światowej.
Siedziba położona była przy ul. Jurowskiej (obecnie część kwartału Pałacu Republiki). Dom otoczony był sadem i w swoim czasie uważany był za jeden z najlepszych w Mińsku. W czasie III wojny północnej, od 15 lutego do 13 marca 1706 mieszkał w nim car rosyjski Piotr I Wielki. W tym czasie gospodarz pałacu, Kazimierz Jan Sapieha, był kasztelanem Mińska.
Budynek był murowany i posiadał dwie kondygnacje. W pewnym momencie jego istnienia dobudowano tambur zakończony trójkątnym frontonem. W środku fasady znajdowała się klatka schodowa, zaś po obu jej stronach pomieszczenia mieszkalne. W XIX wieku zjawiła się jeszcze jedna przybudówka.
W sadzie otaczającym dom uprawiano drogie gatunki jabłoni oraz grusz, które dawały owoce w kolorze czarnym. Grusze zostały sprowadzone przez córki Kazimierza Sapiehy z Francji, a następnie rozchodowane i rozpowszechnione w Mińsku i poza nim pod nazwą „sapieżanek”.
Dom Sapiehów istniał do II wojny światowej.